# Мінарік Еріх
Еріх Мінарік (нар. 17 вересня 1924, Середь) — словацький науковець в галузі виноробства. Доктор біологічних наук з 1979 року.

## Біографія
Народився 17 вересня 1924 року в місті Середь (тепер Словаччина). Після закінчення хіміко-технологічних факультету Словацької вищої технічної школи на науковій і педагогічній роботі. З 1972 року завідувач відділу технології виноробства Комплексного науково-дослідного інституту виноградарства і виноробства. Очолював дослідження з мікробіології, біохімії і технології виноробства.
Удостоєний призів Міжнародної організації виноградарства і виноробства (Париж, 1968, 1971).

## Наукова діяльність
Вченим запропоновано ряд методів для роботи з дріжджами. Автор понад 150 наукових робіт. Брав участь у розробці матеріалів для підкомісії аналітичних методів Міжнародної організації виноградарства і виноробства. Серед праць:
- Reduction du sulfate en sulfite et sa signification taxonomique pour la classification des levures. — In: Progres de la recherche vitivinicole (7). Bratislava, 1975;
- Kontaminujuce druhy kvasiniek a ich vplyv na biologicku stalilitu hroznovych vin. — In: Pokroky vo vinohradnickom a vinarskom vyskume. Bratislava, 1984.